# Teufelstriller-Sonate

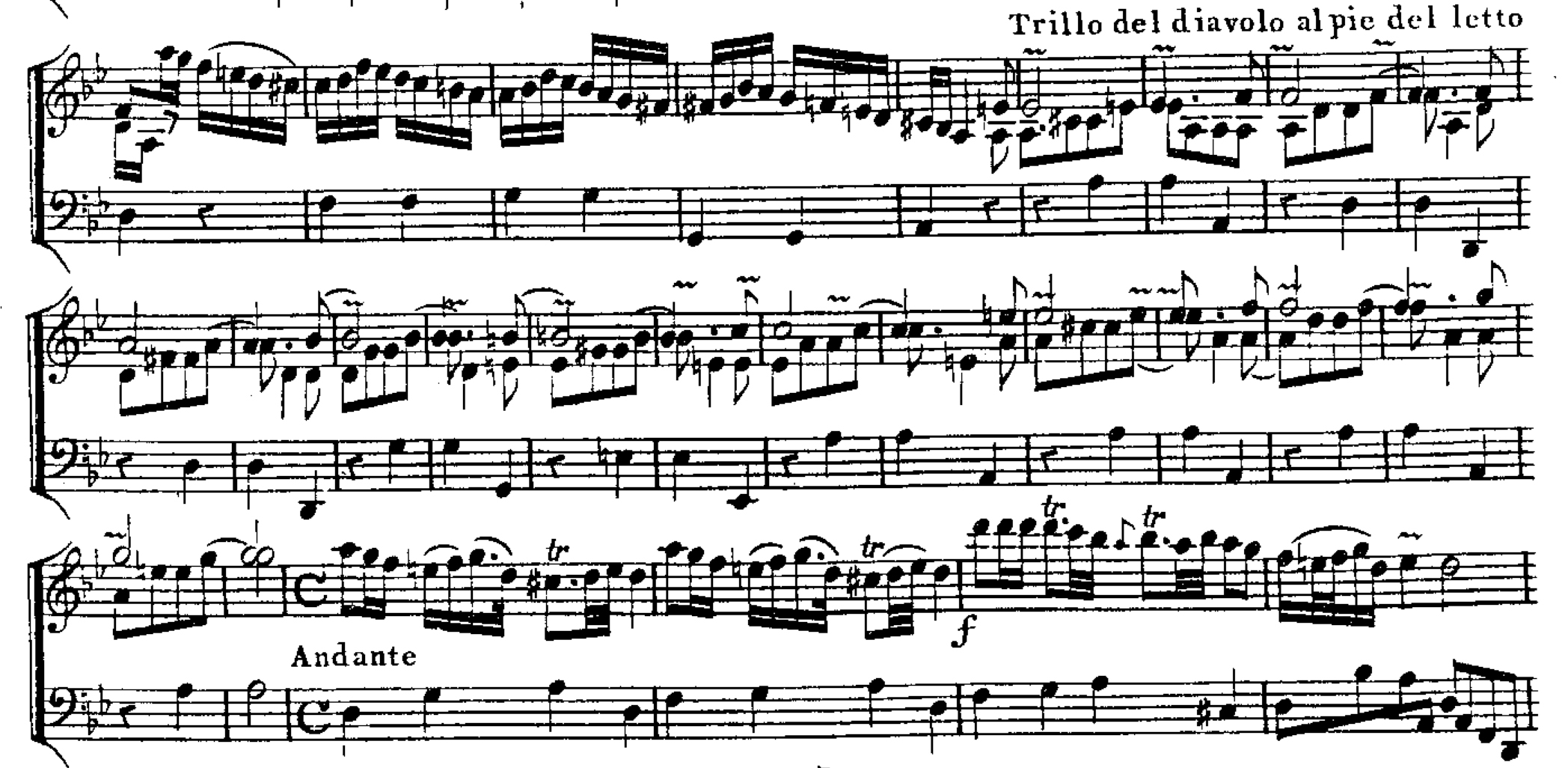
„Teufelstriller“ im 3. Satz

Die Teufelstriller-Sonate (Violin-Sonate in g-Moll) ist eine im Jahr 1730 komponierte Sonate für Solo-Violine und Basso continuo  des italienischen Barockkomponisten und Geigers Giuseppe Tartini.

## Geschichte
Die Sonate wurde im Jahr 1730 komponiert, jedoch erstmals 1798 post mortem im Notenband L’Art du Violon von Jean-Baptiste Cartier unter dem Titel „Le Trille du Diable“ („Der Teufelstriller“) veröffentlicht. Das Werk wurde nach seiner Erstveröffentlichung im Laufe der Zeit in mehreren Neufassungen und Bearbeitungen herausgegeben. So gibt es neben einigen historischen Ausgaben wie von Joseph Joachim auch Bearbeitungen für Solo-Violine und Klavier und stark bearbeitete Fassungen, u. a. von  Jenő Hubay sowie eine Version für Solo-Violine, Streichorchester und Orgel von Fritz Kreisler.

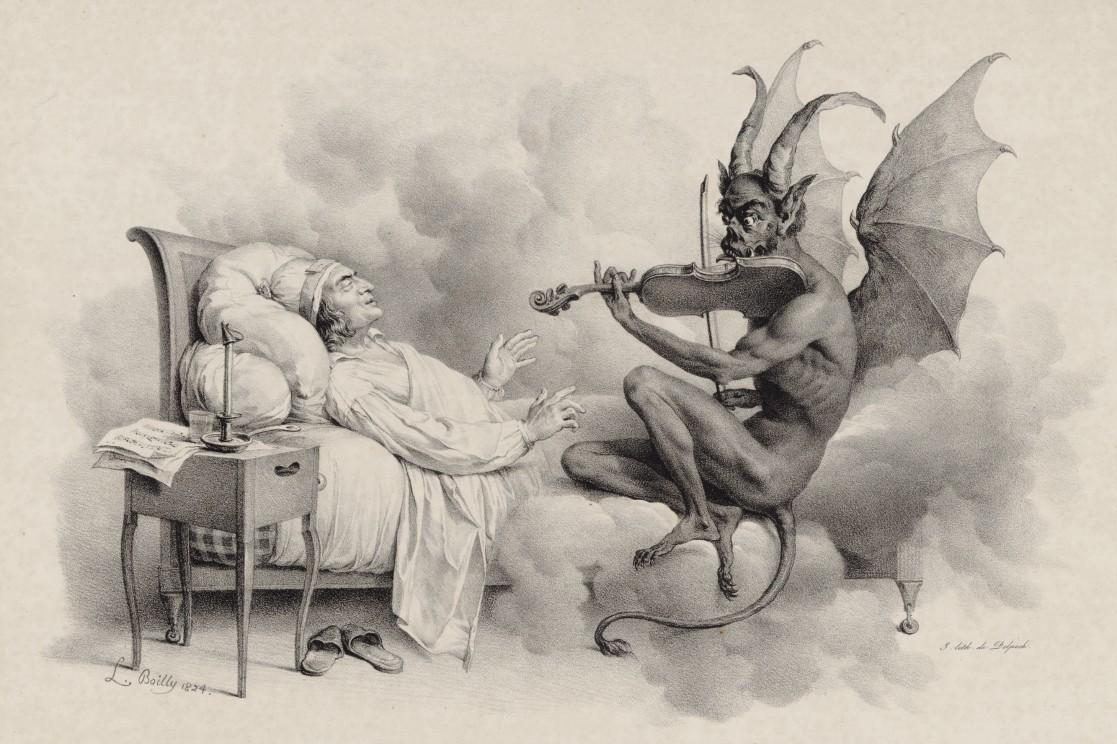
Louis-Léopold Boilly: Der Teufel an Tartinis Bett, 1824

Der Entstehung der Sonate ging ein Traum des Komponisten im Jahr 1713 voraus, den Tartini wie folgt schilderte:
„Eines Nachts im Jahre 1713 träumte mir, ich hätte einen Pakt mit dem Teufel geschlossen, er solle mein Diener sein. Alles ging nach meinem Kommando, mein neuer Domestik erkannte im Voraus alle meine Wünsche. Da kam mir der Gedanke, ihm meine Fiedel zu überlassen und zu sehen, was er damit anfangen würde. Wie groß war mein Erstaunen, als ich ihn mit vollendetem Geschick eine Sonate von derart erlesener Schönheit spielen hörte, dass meine kühnsten Erwartungen übertroffen wurden. Ich war verzückt, hingerissen und bezaubert; mir stockte der Atem, und ich erwachte. Dann griff ich zu meiner Violine und versuchte die Klänge nachzuvollziehen. Doch vergebens. Das Stück, das ich daraufhin geschrieben habe, mag das Beste sein, das ich je komponiert habe, doch es bleibt weit hinter dem zurück, was mich im Träume so sehr entzückt hatte. Denn wohl hätte ich meine Violine in zwei Teile zerbrochen und die Musik für immer aufgegeben, wenn es mir gelungen wäre, die Freuden jenes Traums tatsächlich aufzuzeichnen.“

## Beschreibung
Die Sonate besteht aus den vier Sätzen Larghetto, Allegro Energico, Grave und Allegro Assai. Die Satzfolge „langsam – schnell – schnell“ wurde von Tartini konzipiert. Der 3. Satz „Grave“ bildet hierbei den langsamen Übergang zum Finalsatz.
1. Satz – Larghetto
Das Larghetto hat einen melancholisch-sehnsüchtigen Charakter, ein für die Zeit typisches Siciliano. Auffällig sind die langen Melodiebögen, typisch für Tartinis Stil.
2. Satz – Allegro Energico
Das Allegro Energico des zweiten Satzes bildet ein moderat schnelles Tempo. Auf das prägnante Eingangsthema des Satzes, das aus Dreiklangsbrechungen besteht, folgen eher weich-fliessende Sechzehntelpassagen.
3. Satz – Grave
Das langsame Grave bildet den Übergang zum anschließenden schnellen Final-Satz und wird in diesem mehrmals aufgegriffen.
4. Satz – Allegro Assai
Der vierte Satz ist ein schnelles Allegro Assai und hat den tänzerischen Rhythmus einer Bourrée.
Die Namensgebung der Sonate und die Teufelslegende finden erst in diesem Satz ihren Ausdruck. Zum einen lassen sich die sehr virtuosen schnellen Passagen mit dem langsamen Unterbrechungen als der schlafende Tartini interpretieren, der immer wieder vom Teufel und dessen furiosem Spiel aufgeschreckt wird. Außerdem findet sich in den schnellen Abschnitten dieses Satzes jener Triller, der später „Teufelstriller“ genannt wurde, nachdem das Stück 1798 im L´Art du Violon die Bezeichnung „Le trille du diable“ erhielt. Die Solo-Violine spielt neben dem Triller eine Melodie, wobei beide Elemente stufenweise in der Höhe aufsteigen. Der spieltechnische Effekt war in der Zeit um 1730 neu, daher wurde die Anekdote mit der Teufelsvision darauf bezogen.

## DieTeufelstriller-Sonateim Film
1946 drehte der britische Regisseur Bernard Knowles den Film „Paganini. The Magic Bow“, der in Cannes Premiere hatte und in dem Stewart Granger Niccoló Paganini verkörpert. Die Stücke für Geige, darunter auch die Teufelstriller-Sonate, spielt Yehudi Menuhin. Für Menuhin, der hier eine Stradivari und eine Guarneri spielt, war es der erste Kontakt mit dem Film.
In dem Film Onegin – Eine Liebe in St. Petersburg von Martha Fiennes spielt die damals zwölfjährige Chloë Hanslip die Sonate.

## Ausgaben
Zum ersten Mal gedruckt wurde die Sonate 1799 bei Decombe in Paris in dem Band L'Art du Violon, No.140, S. 307–313. Sie trägt den Titel: Sonate de TARTINI, que son ecole avoit nommer le TRILLE de DIABLE, D'après le Rêve du Maître disoit avoir vû le diable au pied de son lit executant le trille ecrit dans le morceau final de cette Sonate.
- Giuseppe Tartini: Sonate für Violine und Basso continuo g-Moll „Teufelstriller“. Hrsg. von Agnese Pavanello. Augsburg, Bärenreiter. (Bärenreiter Urtext.)  ISMN 979-0-0065-5987-9

wissenschaftlich-kritische Neuausgabe